# Farbratte

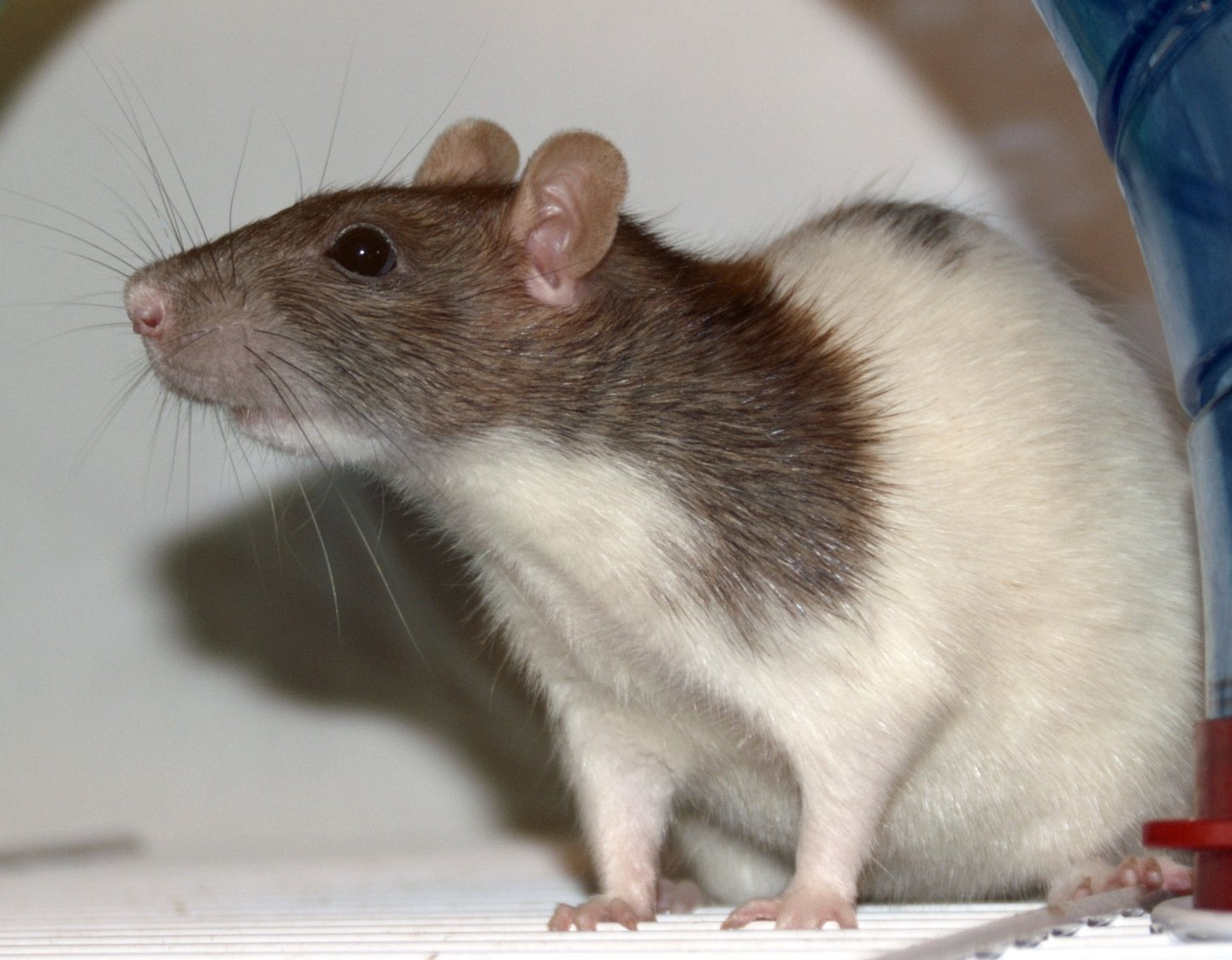
Farbratte, Farbe Agouti, Zeichnung hooded

Die Farbratte (Rattus norvegicus forma domestica), auch Großmaus oder Laborratte genannt, stammt von der wilden Wanderratte ab und ist durch Züchtung den Anforderungen als Haustier angepasst worden.

## Domestikation
Professionelle Rattenfänger im 19. Jahrhundert (vermutlich schon vorher) hielten gefangene Tiere, um ihr Verhalten zu studieren und sie so besser fangen zu können. Einer der bekanntesten Rattenfänger seiner Zeit, der auch bereits zahme Tiere an Interessenten verkaufte, war der Londoner Jack Black. Etwa gegen Anfang des 19. Jahrhunderts begann die Domestikation (Haustierwerdung) der Wanderratte. Fahrende Zirkusleute und Schausteller entdeckten Albinos von Wanderratten für sich und stellten sie aus. Dabei entdeckten sie schnell, dass diese Tiere und ihre Nachkommen immer zahmer und friedlicher als ihre wilden Vorfahren waren. Später wurden die Tiere auch für Labore und Versuchstierinstitute gezüchtet, was den Tieren auch den zusätzlichen Namen „Laborratte“ einbrachte.
Besondere Bedeutung erlangte hierbei das „Wistar Institute for Anatomy and Biology“ der University of Pennsylvania, Philadelphia (USA), das etwa 1906 damit begann, Ratten als „standardisierte“ Labortiere zu züchten. Sie sind heute als sogenannte „Wistar-Ratten“ oder „WISTARAT“ bekannt und in vielen Forschungslaboren auf der ganzen Welt vertreten. Man verwendete beispielsweise bei den bekannten Rat-Park-Suchtforschungsexperimenten Wistar-Laborratten. Von 1957 bis 1994 züchtete in Deutschland das „Zentralinstitut für Versuchstierzucht“ Ratten für die Verwendung in Laboren.
In der Folgezeit bildeten sich immer mehr Farbvarianten heraus, wodurch sich die Zuchtform optisch meist deutlich von ihren wilden Verwandten unterscheidet. Deswegen bürgerte sich der Begriff „Farbratte“ für die domestizierten Tiere ein. Bei der Züchtung wurde zunehmend auf genetische Vielfalt geachtet. Inzwischen gibt es deutliche Unterschiede in Physiologie (Körperfunktionen), Anatomie (Körperbau) und Verhalten zwischen wilden Wanderratten und Farbratten. Deshalb ist es auch gerechtfertigt, von einer tatsächlichen Domestikation zu sprechen.

## Merkmale

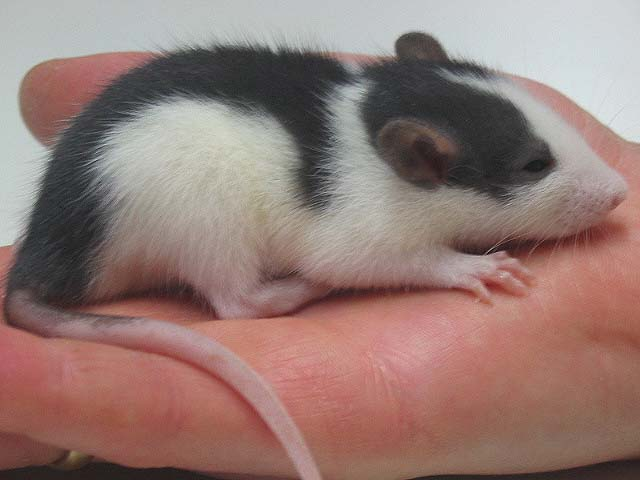
Eine junge Farbratte (3 Wochen alt)

Im Vergleich zur Wanderratte haben Farbratten ein im Durchschnitt etwas geringeres Gewicht. Auch einige Organe wie etwa Herz, Nieren, Nebennieren und Schilddrüse sind etwas verkleinert. Ebenso sind einige Gehirnteile wie Corpus striatum und Kleinhirn verkleinert, hingegen ist zum Beispiel das Riechzentrum nahezu unverändert, Hypophyse und Thymus sind sogar schwerer. Außerdem zeigen Farbratten ein weniger aggressives, zutraulicheres und weniger neophobes Verhalten wie auch einen verminderten Bewegungsdrang. Die Geschlechtsreife setzt bei ihnen früher ein, der Zeitraum der Fruchtbarkeit (Fertilität) ist insgesamt vergrößert. Labortiere, die unter „Wildbedingungen“ gehalten werden, zeigen bald Annäherungen ihrer Organgewichte an die Wildformen.
Farbratten werden im Alter von fünf bis sechs Wochen geschlechtsreif. Die Tragzeit beträgt etwa 22 Tage. Ein Wurf besteht im Durchschnitt aus etwa 12 bis 14 Jungtieren, möglich sind auch bis zu 20 und mehr.

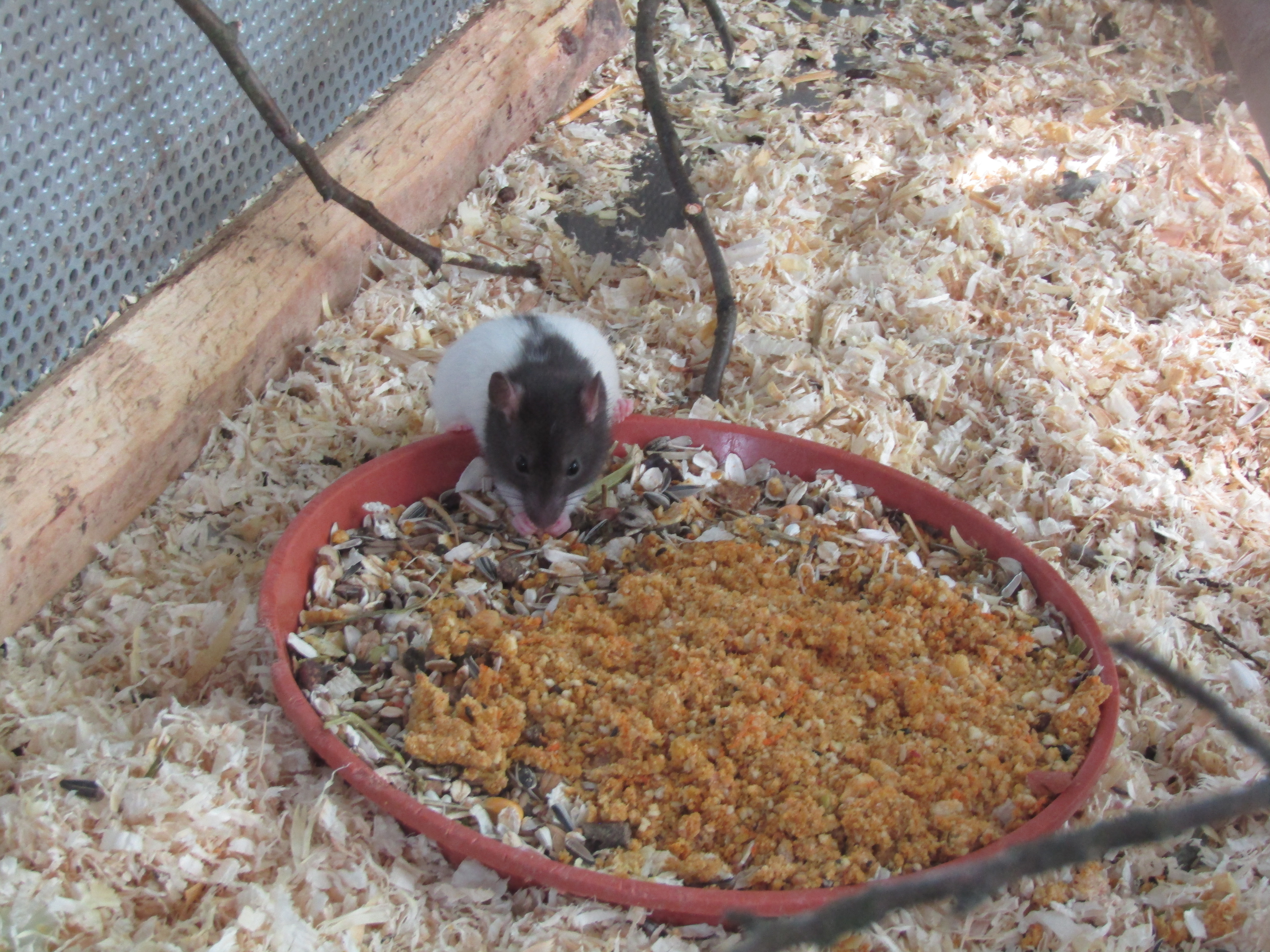
Farbratte beim Fressen von Trockenfutter

## Haltung

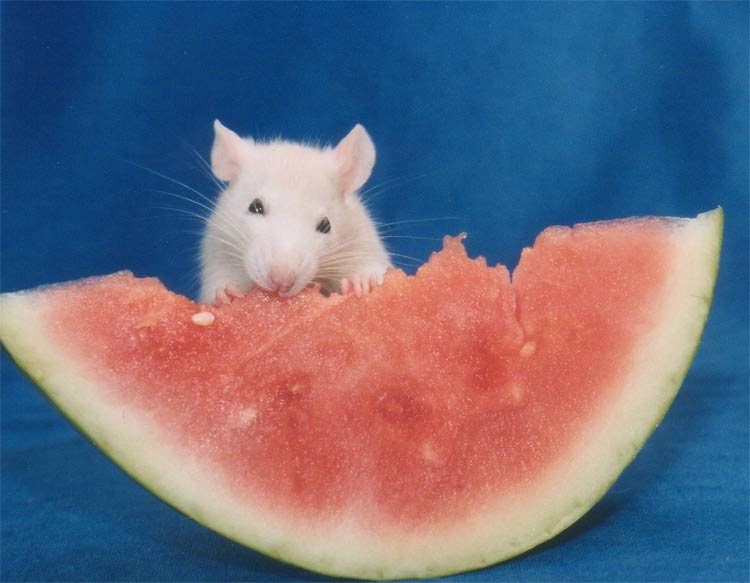
Farbratte beim Fressen einer Melonenscheibe

Die Farbratte wurde ab den 1980er Jahren oft von Punks als „Körperratte“ gehalten und ist mittlerweile als Heimtier fest etabliert.
Ratten haben einen mal stärker, mal schwächer ausgeprägten Bewegungsdrang. Weil sie ein konvex gewölbtes Rückgrat besitzen, können Laufräder (durch die Bewegung „im Hohlkreuz“) schwere Rückenschäden bei diesen Tieren verursachen. Daher dürfen sie im Gegensatz zu anderen Kleintieren Laufräder nicht benutzen, sondern benötigen ausreichend anderweitige Bewegungsmöglichkeiten, etwa durch einen ausreichend großen Käfig sowie regelmäßigen Auslauf in einem rattensicheren Zimmer. Zu beachten bei der Käfiganschaffung ist, dass der Gitterabstand nicht zu groß sein darf: Bekommt eine Ratte ihren Kopf durch eine Öffnung, passt auch meist der restliche Körper hindurch. Ratten können das Öffnen der Käfigtür erlernen, wodurch eine zusätzliche Sicherung nötig sein kann. 
Die Höhe des Käfigs darf ruhig reichlich sein. Ganz- und Teilebenen vergrößern so automatisch seine Nutzfläche. Außerdem beobachten Ratten ihren Besitzer gerne auf Augenhöhe, bevorzugt (oft gestapelt) in einer Hängematte liegend. Kaninchenkäfige scheiden aus diesen Gründen meist als artgerechte Behausung aus.
Die Tiere werden nur maximal 2 bis 3 Jahre alt, Männchen tendenziell älter als Weibchen. Häufig erkranken Ratten an Mykoplasmose, Abszessen und mit fortschreitendem Alter an Tumoren. Sie gehören zu den Haustieren, die recht oft tierärztlicher Behandlung bedürfen, was die Kosten für ihre Versorgung höher steigen lässt, als es bei anderen Kleintieren der Fall ist.
Farbratten sind ebenso wie ihre wilden Vorfahren Allesfresser, die sich überwiegend pflanzlich ernähren.

### Sozialverhalten

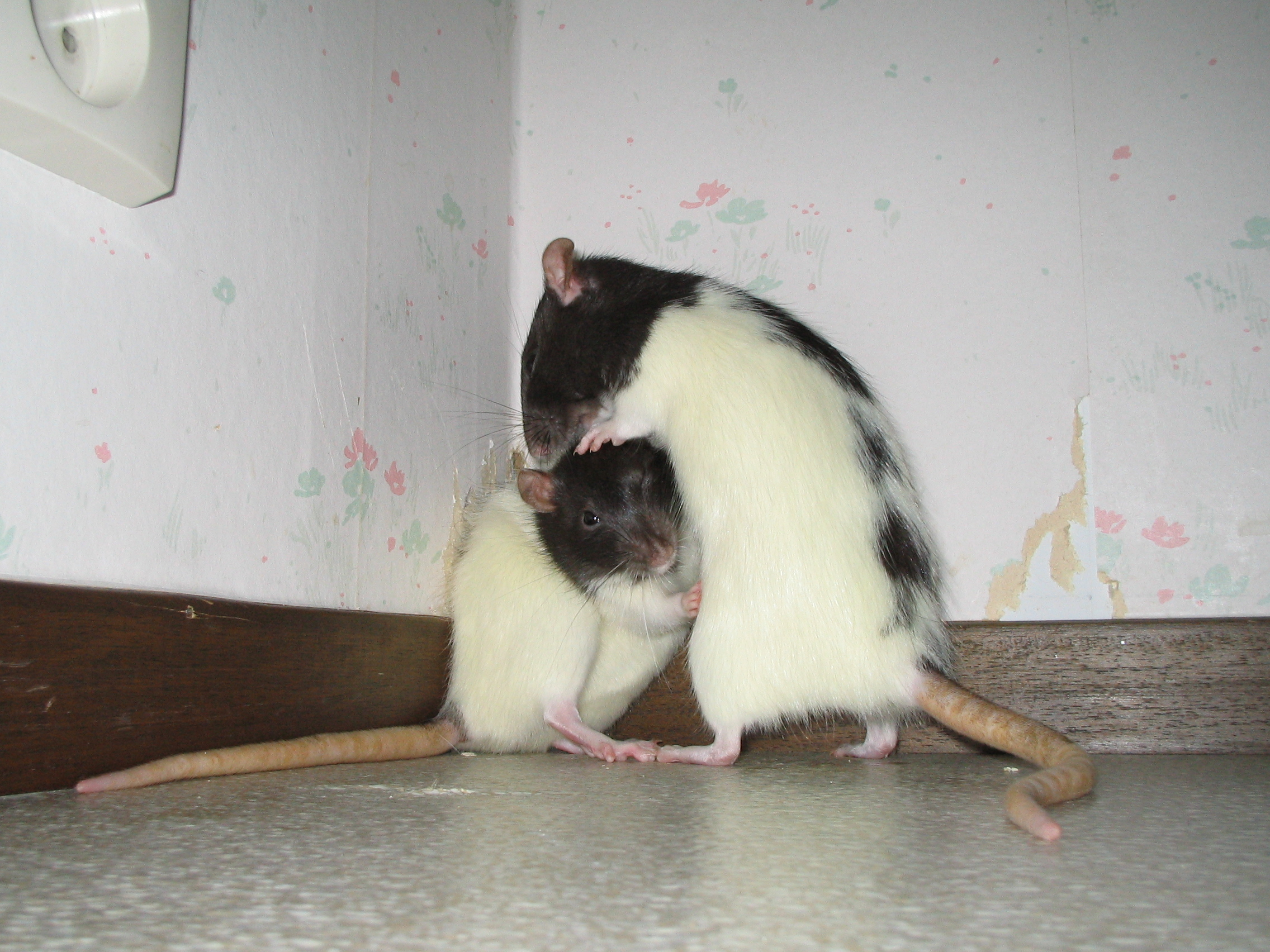
Farbratten bei der gegenseitigen Fellpflege

Da Ratten sehr soziale Tiere sind, sollte man sie niemals einzeln halten. Gegenseitige Fellpflege, Spiel und Kommunikation mit Artgenossen sind für sie äußerst wichtig. Ratten putzen sich oft und ausgiebig gegenseitig, auch um die Rangordnung klarzustellen, was man als „Zwangsputzen“ bezeichnet. Teilweise quiekt die unterlegene Partei dabei herzerweichend. Meist verständigen sie sich aber über für den Menschen nicht hörbare Töne im Ultraschall-Bereich. Es gibt Zuchtlinien, bei denen hörbare Geräusche zum regelmäßigen Verhaltensrepertoire auch ohne gravierendere Bedrohung gehören, was bei der Kommunikation mit Artgenossen oder auch Menschen zu Irritationen führen kann. Davon zu unterscheiden sind Geräusche aufgrund von Atemwegsproblemen.
Ratten haben ein sehr ausgeprägtes Revierverhalten. Fremde Tiere, die das Revier eines Rudels betreten, werden vertrieben oder getötet. Dies sollte bei der Haltung von Ratten als Haustiere bedacht werden. Möchte man neue Tiere dazusetzen, muss eine Integration durchgeführt werden, um Verletzungen oder Todesfälle zu vermeiden. Die ersten Treffen dauern in der Regel nur wenige Minuten, und bis man sich zu einer harmonischen Gruppe durchgearbeitet hat, können etliche Wochen vergehen. Die Neuankömmlinge benötigen unbedingt einen eigenen Käfig, der idealerweise in einem anderen Zimmer steht als das erste Rudel. Da man nie genau weiß, wie lange sich die Kennenlernphase hinzieht, sollte er unbedingt die empfohlene Mindestgröße haben. Das Revierverhalten der Farbratte ist erst um die zehnte Lebenswoche herum voll ausgebildet. Sogenannte „Babyintegrationen“ mit jüngeren Tieren dauern daher meist nur 2–3 Stunden; nach dieser Kennenlernphase kann bereits ein gründlich geputzter Käfig von allen Jungtieren gemeinsam bezogen werden.
Einzelhaltung ist nur vertretbar, wenn durch einen Todesfall ein einzelnes Tier übrig bleibt und die Integration neuer Ratten fehlschlägt. In diesem Fall ist der Rattenhalter aufgerufen, möglichst viel Zeit mit dem Tier zu verbringen, zur Fellpflege beizutragen und durch liebevolle Zuwendung und geistige Förderung einem Rückzug der Ratte entgegenzuwirken. Andernfalls muss man mit Depression, Aggression und Autoaggression beim Tier rechnen.
2011 veröffentlichten Wissenschaftler der Universität Chicago die Ergebnisse eines Experiments, das sie zu dem Schluss kommen ließ, dass Ratten empathisch motiviertes Verhalten zeigen. Sie sperrten jeweils eines von zwei Tieren ein, wobei das andere Tier die Möglichkeit hatte, das gefangene Tier zu befreien. Diese Möglichkeit nutzte das freie Tier, wobei experimentell andere als empathische Motive ausgeschlossen wurden. So wurde beispielsweise auch dann vorrangig das gefangene Tier befreit, wenn als Alternative „eingesperrte“ Schokolade angeboten wurde, die das Tier hätte „befreien“ können. 2015 veröffentlichten japanische Wissenschaftler eine Arbeit, in der sie belegten, dass Ratten in der Lage sind, visuelle emotionale Signale ihrer Artgenossen zu deuten, die sie vor Gefahrensituationen warnen. Ratten passen ihr Verhalten also offenbar den Signalen von Artgenossen entsprechend an, woraus die Wissenschaftler schlossen, dass diese Signale eine kommunikative Funktion haben können.

### Zuchtformen

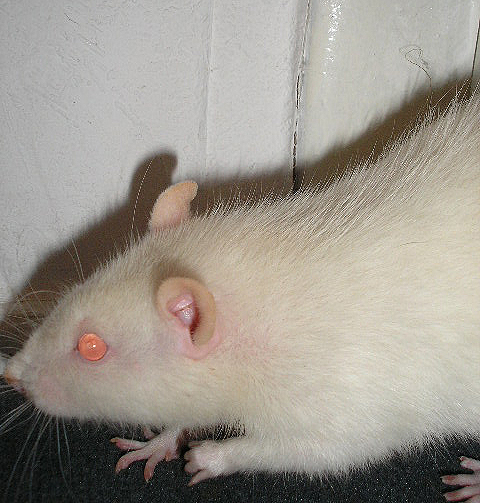
Champagne Self

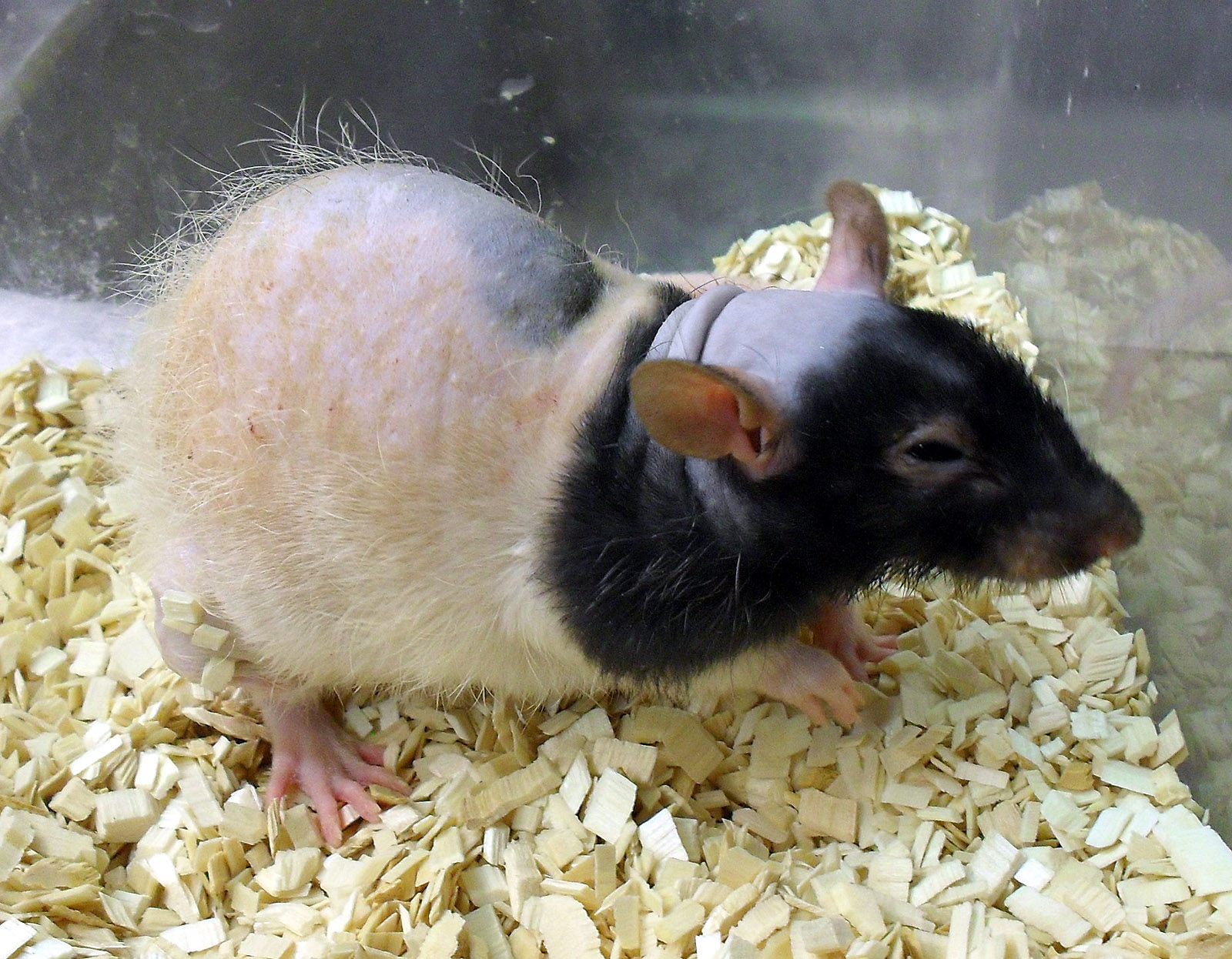
Eine Rowett-Nacktratte

Um den Fortbestand der Farbratte kümmert sich mittlerweile eine aktive Züchtergemeinschaft, die gezielt bestimmte Merkmale reproduzieren möchte. So gibt es in den USA die National Fancy Rat Society, die exakte Richtlinien bezüglich des Aussehens der einzelnen Zuchtformen herausgibt. Das geht von „harmlosen“ Formen (z. B. eine bestimmte Fellfarbe oder ein besonderes Muster) bis hin zu den so genannten Qualzuchten. Dabei ist umstritten, was genau als Qualzucht einzustufen ist, und die Thematik wird in Züchter- und Halterkreisen immer wieder rege diskutiert.
Gängige Züchtungen konzentrieren sich hauptsächlich auf zwei Bereiche, oft kombiniert:
- Diverse gezielte Färbungen, die entsprechende Fachbezeichnungen haben. Die Farben reichen von Weiß über Champagner und Creme bis hin zu Grau, Braun und Schwarz.
- Verschiedene Musterungen wie zum Beispiel ein Streifen auf dem Rücken und/oder eine unterschiedliche Färbung von Kopf und Körper (z. B. sog. "Capped", siehe Farb- und Fellzeichnungen).

Eine beliebte und weit verbreitete Zuchtvariante ist ein weißer Körper mit einem dunkleren Kopf und einem möglichst schmalen, dabei aber unbedingt ununterbrochenen Streifen auf dem Rücken.
Umstrittene Züchtungen (oft Qualzuchten genannt) zielen meist darauf ab, die Physiologie der Ratte zu beeinflussen. Beispiele dafür sind:
- „Dumbo-Ratten“: Ihr Hauptmerkmal ist, dass die Ohren gerundet sind und seitlich vom Kopf abstehen, anstatt spitz zuzulaufen und nach oben ausgerichtet zu sein. Der Gehörgang jedoch befindet sich an derselben Stelle wie bei der Ratte mit Standardohrenform. Namenspate war Disneys Zeichentrick-Elefant Dumbo, an den diese Ohrenform erinnert. Die Ratte soll dadurch „niedlicher“ aussehen. Manche Rattenexperten behaupten, dass bei Dumbos häufiger Taubheit auftritt; außerdem heißt es, das Ohrenspiel sei stark eingeschränkt, teilweise sogar ganz unmöglich. Durch den leicht vorgewölbten Kopf der Züchtung tritt außerdem der Nackenmuskel stärker hervor, was gelegentlich als Haltungsschaden (Buckel) gedeutet wird.
- „Rex“: Bei dieser Züchtung ist das Fell nicht anliegend, sondern leicht gekräuselt. Die Tiere sehen vom Fell her Hamstern ähnlich. Das Problem ist, dass sich auch die Vibrissen (Schnurrhaare) und Wimpern kräuseln. Da die Vibrissen wichtig für das Gleichgewicht sind und vermutet wird, dass die gekräuselten Wimpern häufiger zu Augenentzündungen führen, wird diese Variante oft als Qualzucht angesehen.
- „Nacktratten“: Es wird versucht, das Fell so weit wie möglich, am besten komplett, wegzuzüchten. Das betrifft auch die Vibrissen und Wimpern. Das fehlende Fell macht diese Tiere anfälliger für Kälte und Zugluft, auch direkte Sonnenstrahlung kann problematisch sein (Sonnenbrand).
- Eine extreme Züchtung, die den Körperbau betrifft, ist die als „tailless“ (schwanzlos) bezeichnete Form. Der von vielen als ekelig betrachtete Schwanz wurde weggezüchtet. Dieser ist für die Ratte jedoch ein wichtiges Organ, das zur Temperaturregelung benötigt wird, beim Gleichgewichthalten hilft und beim Klettern als eine Art fünfte Extremität genutzt wird.

#### Farb- und Fellzeichnungen
- Agouti: Braungraues Fell mit rötlichen Schimmer
- Albino: Weißes Fell und rote bzw. pinkfarbene Augen
- Baldie: Ein Tier in dieser Zeichnung hat ähnlich wie bei Hooded einen farbigen Kopf mit durchgängigem Streifen bis zur Schwanzwurzel, nur muss es auch einen Punkt (Headspot) auf der Stirn haben.
- Bareback: Ratten mit dieser Fellzeichnung haben nur einen farbigen Kopf und farbige Schultern; der Rest des Körpers ist weiß.
- Berkshire: Das Tier hat immer einen weißen Bauch, unabhängig von der restlichen Fellfarbe; die Vorderpfoten sind in der Idealform weiß. Die Bauchzeichnung darf nicht auf die Pfoten auslaufen.
- Black Eyed White: Das Tier ist komplett weiß mit schwarzen Augen.
- Blazed Berkshire: In der Idealform haben Ratten mit dieser Fellzeichnung eine Blesse, die in leicht dreieckiger Form von der Nase zur Stirn spitz zuläuft, aber auch schmalere und schiefe Blessen sind noch zulässig. Der Bauch ist weiß, dabei geht die Zeichnung an den Flanken leicht aufwärts. Die Zeichnung muss bis auf alle vier Pfoten auslaufen; des Weiteren ist in der Idealform das Ende des Schwanzes hell.
- Blazed Variegated: Bei dieser Zeichnung hat das Tier einen farbigen Kopf mit einer deutlichen Blesse, die idealerweise zur Nase hin schmal zuläuft. Über den Rücken sollte das Tier farbig wild gefleckt sein, aber auch über den restlichen Körper dürfen Flecken vorhanden sein.
- Capped: Die Idealform dieser Zeichnung sieht vor, dass das Tier ungefähr zwischen den Ohren eine deutlich sichtbare farbige Kappe hat (ähnlich wie eine Mütze), der Rest des Körpers ist weiß.
- Cinnamon: Hellbraun, zimtfarbene Ratte mit unterschiedlichen Fellzeichnungen (z. B. Berkshire)
- Headspotted Berkshire: Bei dieser Fellzeichnung hat das Tier eine Bauch- und Schwanzzeichnung ähnlich wie bei Blazed Berkshire, nur darf auf der Stirn ein mehr oder weniger deutlich sichtbarer Punkt vorhanden sein. Dabei ist irrelevant, wie groß der Punkt ist, auch nur ein weißes Haar auf der Stirn ist zulässig.
- Headspotted Variegated: Headspot und unregelmäßige fleckige Rücken- oder Seitenzeichnung.
- Hooded: Der Kopf und die Schultern sind farbig; von den Schultern bis zur Schwanzwurzel ist idealerweise ein durchgängiger Streifen. Aber auch Tiere mit Unterbrechungen im Rückenstreifen sind noch als Hooded anzusehen.
- Husky: Weiße Blesse im Gesicht, die sich bis zum Hals fortsetzt. Der Rücken und die Flanken sind farbig.
- Irish: Ein Tier mit dieser Zeichnung hat einen weißen Brustfleck zwischen bzw. kurz hinter den Vorderpfoten, wobei die Größe und Form des Flecks variabel sein kann.
- Masked: Wie die englische Bezeichnung schon andeutet, muss eine Ratte mit dieser Fellzeichnung eine farbige Maske um die Augen herum haben; der Rest des Körpers ist weiß.
- Self: Das Tier muss komplett einfarbig sein.
- Siam: Das Fell ist weiß oder beige, die Nase und Ohren jedoch dunkler.
- Variegated: Bei dieser Zeichnung ist der Kopf farbig mit einem deutlich sichtbaren, mehr oder weniger großen geschlossenen Fleck auf dem Kopf. Der Rücken bzw. der Rest des Körpers ist wild gefleckt, auch auf der Unterseite dürfen Flecken vorhanden sein.

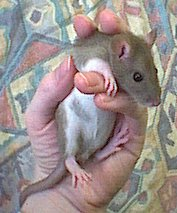
Agouti-Berkshire
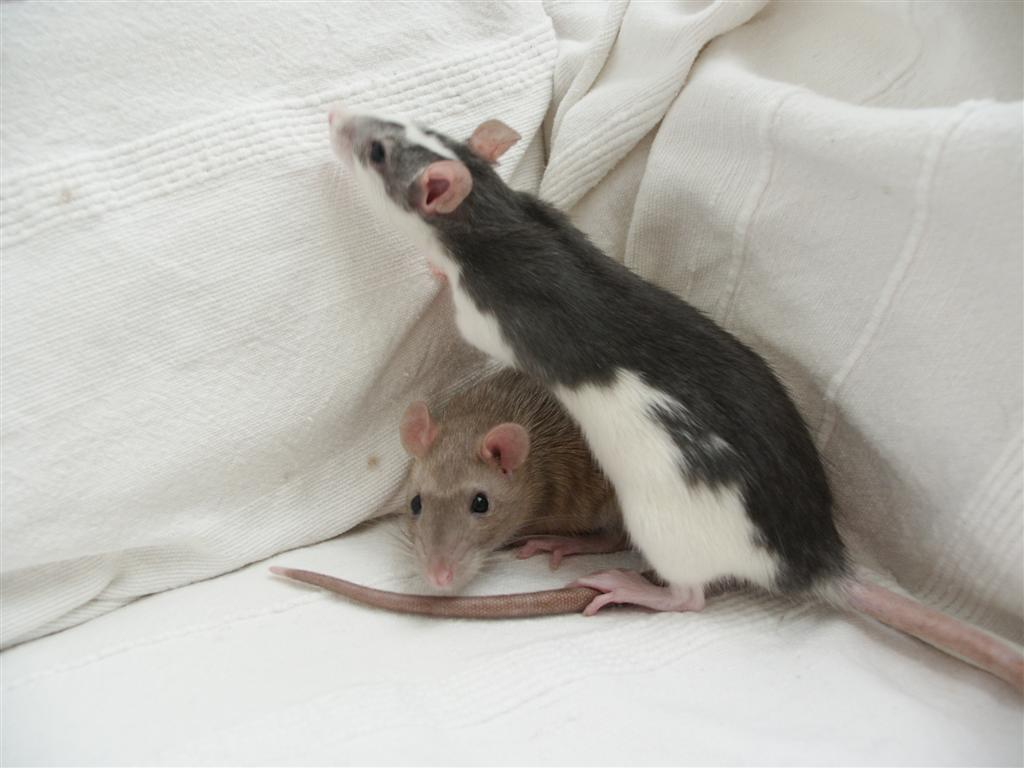
Blazed Berkshire (Variegated Based)
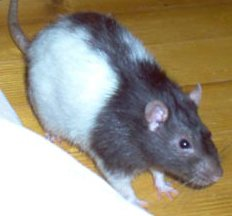
Hooded
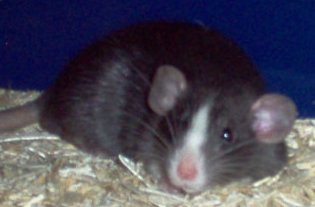
Blazed Berkshire
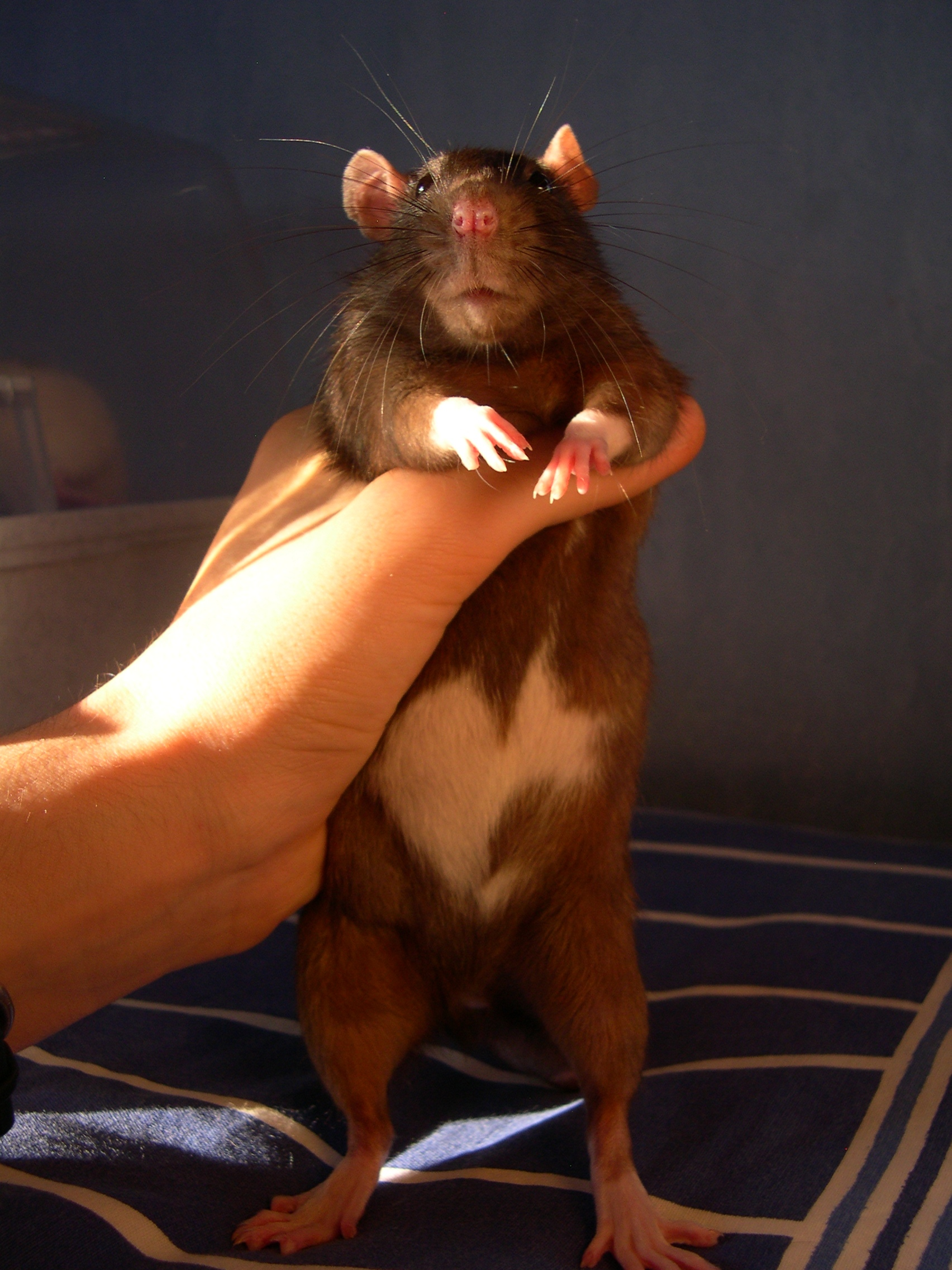
Berkshire

### Erkrankungen
Farbratten können von einigen Krankheitserregern infiziert werden, die nur bei dieser Spezies oder verwandten Rattenarten vorkommen. Dazu gehört das Ratten-Coronavirus, das Sialodacryoadenitis bei Farbratten hervorruft. Auch Infektionen mit dem Kilham-Ratten-Virus (KRV, Familie Parvoviridae, Spezies Rodent protoparvovirus 1) und dem Sendai-Virus sind von Bedeutung.
Die Mykoplasmose der Ratte ist die häufigste Erkrankung der oberen Atemwege. Häufigere Ektoparasiten sind Milben (Räude der Ratte), Tropische Rattenmilbe, Läuse und Haarbalgmilben.